# Giovanni Vernia
Giovanni Vernia (Genova, 23 agosto 1973) è un comico, attore, conduttore radiofonico, imitatore, regista, dj producer ed ingegnere elettronico italiano.
È diventato famoso per l'interpretazione del personaggio comico Jonny Groove, comparso per la prima volta a Zelig e protagonista anche al cinema in un film diretto dallo stesso Vernia, Ti stimo fratello.

## Biografia
Nato a Genova da madre siciliana di Gagliano Castelferrato (EN) e padre pugliese di Gioia del Colle (BA), vive nel capoluogo ligure fino all'età di 26 anni, laureandosi presso l'università cittadina in ingegneria elettronica con il massimo dei voti, poi si trasferisce a Milano in cerca di lavoro. Qui viene assunto in una multinazionale di consulenza statunitense (Avanade) e successivamente lavora per alcuni anni come responsabile del mercato italiano per una società di marketing online statunitense (Webtrends).
Parallelamente al lavoro coltiva la passione della comicità, iscrivendosi alla Scuola Teatrale di Improvvisazione Comica e partecipando attivamente a numerosi laboratori comici (Barrios - Ex Scaldasole, RidinBlu). L'incontro fondamentale per la sua formazione di attore comico è Manuel J. Serantes Cristal con il quale studia teatro e costruzione della maschera comica. Agli inizi del 2007 comincia a costruire e a far crescere il suo personaggio più celebre, Jonny Groove, una parodia del mondo della vita notturna e delle discoteche, che lo fa approdare ai laboratori Zelig On The Road di Verona e Rimini (stagione 2007/2008). A giugno del 2008 entra a far parte del cast della trasmissione Zelig Off (in seconda serata su Canale 5) e successivamente a Zelig. A ottobre 2008 esce il suo singolo dance ESSIAMONOI.
A marzo 2009 esce la sua prima compilation musicale ESSIAMONOI Compilation, due CD con 34 brani. Nel 2009 è il testimonial per la Smemoranda (TV, radio, stampa, affissioni, Internet). A ottobre 2009 viene pubblicato il libro Essiamonoi (o no?). Il 19 gennaio 2010 sbarca nella nuova edizione di Zelig. Al contempo, viene presentato in anteprima il nuovo pezzo musicale Move It con il quale entra in scena il personaggio (l'EP raggiunge il secondo posto fra i top download Dance su iTunes).
Nel frattempo debutta con il suo primo spettacolo teatrale Essiamonoi, che gioca sul dualismo tra il personaggio di Jonny Groove e il suo fratello gemello "normale", appunto Giovanni Vernia. Lo spettacolo, che tocca tutti i maggiori teatri d'Italia, registra il tutto esaurito. 
Il 19 febbraio 2010 è l'unico ospite comico invitato a partecipare al 60º Festival della Canzone Italiana di Sanremo, occasione in cui, insieme ad Antonella Clerici, all'orchestra del Teatro Ariston e al dj Bob Sinclar, fa alzare in piedi tutto il teatro a cantare il suo cavallo di battaglia Essiamonoi e alla fine, abbandonando i panni di Jonny Groove, così dichiara ironicamente: "Sono onoratissimo di essere l'unico ospite comico su questo palco. Un palco calcato da grandi comici come Roberto Benigni, Fiorello, Beppe Grillo e quest'anno io. È proprio vero che c'è crisi".
Nell'estate 2010 Giovanni Vernia viene invitato all'assegnazione del premio Rodolfo Valentino, in diretta su Raiuno. In tale occasione parla con il premio Oscar Meryl Streep. Nel 2011 ritorna a Zelig in prima serata su Canale 5 e parte il suo nuovo tour teatrale Essiamonoi Revolution con uno spettacolo tutto nuovo che ha l'impianto di uno show, con corpo di ballo e proiezioni video interattive.
Nello spettacolo il personaggio Jonny Groove ricopre un ruolo molto marginale, risultando protagonista per soli dieci minuti, mentre il resto sono oltre due ore di spettacolo in cui Vernia si esibisce come ballerino, imitatore e intrattenitore, suoi aspetti fino a quel momento sconosciuti al pubblico. Nel giugno 2011 iniziano le riprese (tra Milano, Roma, Genova e Varigotti) del suo primo film, intitolato Ti stimo fratello, diretto dallo stesso Vernia insieme al collaboratore di lunga data Paolo Uzzi e sempre basato sulla contrapposizione dei personaggi Jonny e Giovanni (il titolo della pellicola deriva proprio da una delle battute tipiche del personaggio di Jonny). Il film è prodotto dal Colorado Film, Warner Bros. e Bananas ed è distribuito da Warner Bros., con uscita il 9 marzo 2012.
Nel 2013 è di nuovo a Zelig con l'imitazione/parodia di Fabrizio Corona. Nell'ultima puntata di Zelig, dopo aver imitato il cantante Marco Mengoni, duetta con il vero Mengoni con una parodia della canzone L'essenziale.
Il 26 luglio 2014 i Negramaro lo vogliono per la chiusura del loro concerto allo stadio di Lecce per il tour "Un amore grande 2014", facendolo entrare in scena nel ruolo di Jonny Groove, che non ricopriva da due anni, durante il remix electrodance della canzone "Una storia semplice".
Nel 2014 torna in prima serata su Canale 5 con Zelig. In ogni puntata propone una prestazione inedita, dai monologhi alle parodie di Mika (insieme a Gianni Morandi) e Jovanotti, e fa anche parte della rosa dei conduttori. La puntata condotta insieme a Cristiana Capotondi segna il massimo in share di tutta l'edizione.
Nel 2015 si dedica al web, dove lancia le parodie di Fedez e di Pif.
Da settembre 2015 conduce il suo spettacolo radiofonico su Rai Radio2 dal titolo "È QUI RADIO2?"
Nel 2016 lancia la parodia del fenomeno del web Gianluca Vacchi e in meno di tre giorni raggiunge I 5 milioni di visualizzazioni per un totale di 11 milioni di visualizzazioni.
Sempre nel 2016 è l'ospite di intrattenimento in prima serata su Raiuno dello spettacolo Nemicamatissima e fa parte del cast dell'edizione di Edicolafiore su SkyUno.
Nel 2017 è stato il presentatore ufficiale della terza edizione di TEDxVicenza. Nel mese di novembre dello stesso anno inizia a condurre su RDS insieme a Petra Loreggian nella fascia oraria dalle 12 alle 15.
Nel 2018 partecipa all'ottava edizione del programma Tale e quale show, arrivando quarto.
Nel 2019 è giurato per l'academy della seconda edizione di Sanremo Young.
Nel 2021 è co-conduttore di PrimaFestival, programma anteprima del 71º Festival di Sanremo. Nel novembre dello stesso anno torna a esibirsi a Zelig come Jonny Groove, personaggio che non interpretava da sette anni.

## Vita privata
È sposato dal 2008 con Marika Sacco. La coppia ha due figli: Matilda e Giulio Louis.

## Personaggi

### Imitazioni
Tra i personaggi famosi imitati da Giovanni Vernia vi sono:
- Claudio Baglioni
- Ignazio Boschetto de Il Volo
- Fabrizio Corona
- Robert De Niro
- Fedez
- Jovanotti
- Sergio Mattarella
- Marco Mengoni
- Mika
- Pif
- Vasco Rossi
- Matteo Salvini
- Gianluca Vacchi
- Jannik Sinner
- Achille Lauro

### Jonny Groove
Jonny Groove è un ragazzo ingenuo e stralunato che è innamorato follemente della discoteca, senza però mai fare uso di droghe o alcool: le sue uniche dipendenze sono il ballo e la musica house, che lo rendono comunque decisamente "rintronato". Il personaggio è nato come parodia della vita notturna milanese e ibizenca e del panorama della musica house in generale, osservati e vissuti per passione da Vernia in prima persona.
Il comico ha raccontato di avere ideato il nome del personaggio unendo il nome Johnny, equivalente in lingua inglese del suo nome, Giovanni, scritto volutamente senza "h" per renderlo più singolare, con il termine groove, che indica un ritmo musicale fortemente ripetitivo, caratteristica tipica del genere house.
Jonny Groove entra in scena all'improvviso con il sottofondo di un pezzo di musica house a tutto volume, dimenandosi in passi di ballo da lui inventati e urlando a ripetizione la frase "E siamo noi, e siamo noi, e il paradiso siamo noi!", e racconta bizzarre avventure di cui è stato protagonista, in genere ambientate in discoteca, dimostrando ignoranza e idiozia su qualsiasi altro argomento e grandi difficoltà a capire ciò che gli viene detto dal conduttore di Zelig (scambiando evidentemente il palcoscenico per un locale notturno e chiamando il programma Gilez, cioè Zelig letto al contrario, che è come lui legge la scritta Zelig entrando da dietro). L'abbigliamento e l'aspetto fisico sono tra i suoi tratti distintivi: nelle apparizioni televisive di Jonny Groove sono divenuti caratteristici la maglietta attillata nera e smanicata con scritto "OOH" oppure "Gilez" in colore argentato sul petto, gli occhiali da sole bianchi avvolgenti, i capelli piastrati pettinati con una leggera cresta, la collana argentata a borchie rigorosamente taroccata, i boxer gialli taroccati, i pantaloni a vita bassa a fantasia "muccata", la cintura borchiata e le scarpe di pelle a punta.
In alcune apparizioni televisive più recenti Jonny Groove, giustificandosi dicendo di essere diventato "famoso", ha sfoggiato un'"eleganza" tutta sua ed è apparso con pantaloni neri lucidi, maglietta nera con la scritta di lustrini argentati "Jonny" e una giacca di tessuto muccato lustrinato, oppure, nel 2021, con una maglietta rosa con la scritta "Jonny Groove" argentata e le braccia ricoperte di tatuaggi.
Vernia ha caratterizzato il personaggio con una parlata strascicata e con la "r" molto moscia e un'espressione costantemente assente, che lo fanno sembrare ancora più tonto di quanto sia effettivamente. Un altro elemento caratteristico di Jonny Groove è l'esperimersi con qualsiasi interlocutore con un gergo tutto suo, che ha contagiato il pubblico in maniera trasversale. Le espressioni più celebri sono le seguenti:
- "Nooo, disastro" oppure semplicemente "Disastro": detta quando si rende conto di qualcosa che lo fa rattristare o innervosire, in genere l'avere commesso una dimenticanza, tipicamente banale e assurda (come non essersi messo il gel o non aver fatto una lampada abbronzante) o addirittura inesistente;
- "Ti stimo": un vero e proprio attestato di rispetto e ammirazione verso chiunque dica o faccia qualcosa a lui gradito;
- "Ti biasimo": il contrario dell'espressione "Ti stimo";
- "Preeesa": indica una presunta conquista femminile, che in realtà è sempre inesistente, anzi il più delle volte ciò che viene raccontato è un rifiuto, un rimprovero o una presa in giro che Jonny scambia per un gesto di apprezzamento;
- "Sei veramente qualcuno": è una versione più elegante ed enfatica dell'esclamazione "Ti stimo fratello";
- "Fratella" e "fratelle": è il modo di Jonny di chiamare tutte le donne che incontra, dato che chiama tutti gli uomini "fratello" e "fratelli".

Celebri sono anche "quel pezzo che spacca", un verso che Jonny fa per riprodurre con la bocca la hit house da discoteca che gli piace di più, lo "sguardo sensuale", un'espressione aggressiva e ridicola con cui Jonny tenta sempre di corteggiare le donne che incontra, e i tormentoni fisici: il gesto di alzare un braccio contemporaneo alle esclamazioni "Ti stimo" e "Ti biasimo", la prima accompagnata dal pollice alzato e la seconda dal pollice abbassato, un movimento del braccio destro in avanti dalla spalla sinistra a mano aperta, come per tagliare l'aria, che accompagna la frase "Preeesa", e il suo modo di alzarsi da inginocchiato (in genere si inginocchia quando si rattrista per qualcosa e si rialza quando il conduttore di Zelig gli urla di tirarsi su), che lui chiama "risalita house", quasi un passo di ballo muovendo tutto il corpo con una mano sulla fronte, che bambini e adulti hanno tentato di imitare su YouTube.
I valori sani trasmessi da Jonny Groove, ossia la passione per la musica e la capacità di divertirsi molto senza "sballarsi" con bevande alcoliche o sostanze stupefacenti, hanno fatto sì che il personaggio venisse scelto come testimonial di molte campagne contro droga e alcool e a favore della guida sicura all'uscita dai locali notturni.

## Discografia

### Singoli
- Essiamonoi (2008)
- Insane feat. Spoonface (2009)
- Move It (2010)
- Oh Oh Oh (2011)
- SWAG (2017)

### Album
- Ti stimo fratello (2012)

### Compilation
- Essiamonoi Compilation (2009)
- Gilez Dancefloor Compilation (2010)

## Tour
- 2009 - Essiamonoi
- 2010 - Essiamonoi Revolution
- 2014 - Giovanni Vernia Show
- 2016 - Strano ma Vernia
- 2017 - Sotto il vestito Vernia
- 2018 - Vernia o non Vernia
- 2023 - Tratto da una storia Vernia
- 2024/2025 - Giovanni Vernia - Capa Fresca

## Filmografia
- Ti stimo fratello, regia di Giovanni Vernia e Paolo Uzzi (2012)
- Mai Stati Uniti, regia di Carlo Vanzina (2013)
- Gli addestratori, regia di Andrea Jublin (2024)
- Sono Lillo 2 – serie TV (2024)

## Programmi televisivi
- Zelig Off (Canale 5, 2008)
- Zelig (Canale 5, 2008, 2010-2011, 2013-2014, 2021)
- ZigZelig (Canale 5, 2009)
- Tale e quale show (Rai 1, 2018) concorrente
- Mai dire Talk show (Italia 1, 2019)
- Sanremo Young (Rai 1, 2019) giurato
- PrimaFestival (Rai 1, 2021)
- Alessandro Borghese - Celebrity Chef (TV8, 2022) - concorrente
- Only Fun – Comico Show (Nove, 2022)
- GialappaShow (TV8, 2024-2025)

## Pubblicità
- Unieuro (2021)

## Opere
- Giovanni Vernia, Paolo Uzzi, Essiamonoi (O no?), Milano, Kowalski, 2009. ISBN 978-88-7496-779-7
- DVD dello Spettacolo “Essiamonoi” per la Collana “Gazzelig” della Gazzetta dello Sport, Milano